# Piet Korver
Pieter Jacob (Piet) Korver (Sint Pancras, 31 augustus 1909 – Schagen, 7 juli 1977) was een Nederlands politicus van de PvdA.
Hij werd geboren als zoon van Jan Korver (1882-1944) en Jannetje den Das (1883-1969). P.J. Korver begon in 1926 zijn ambtelijke loopbaan als volontair bij de gemeentesecretarie van Koedijk en werd later tijdelijk ambtenaar bij de gemeente Oudkarspel. Na het vervullen van zijn dienstplicht trad hij in 1930 als tijdelijk ambtenaar in dienst bij de gemeente Winkel. Eind 1935 besloot de Winkelse gemeenteraad hem te benoemen tot gemeentesecretaris maar dat besluit werd enkele maanden later door de Kroon vernietigd. In 1942 werd hij daar benoemd tot gemeente-ontvanger en in 1946 volgde alsnog zijn benoeming tot gemeentesecretaris van Winkel. In januari 1947 werd Korver benoemd tot burgemeester van Sint Maarten. In april 1973 volgde op zijn verzoek eervol ontslag en midden 1977 overleed Korver op 67-jarige leeftijd in zijn woonplaats Schagen.